# Distillerie Warenghem
 (avril 2021).
La distillerie Warenghem est une distillerie de whiskies et d'eaux-de-vie française (entreprise agroalimentaire bretonne).
Basée à Lannion dans les Côtes-d'Armor elle est spécialisée dans la production d'alcools. Elle est la première distillerie à commercialiser, en 1983 un whisky distillé et maturé en France (le WB), puis un single malt (Armorik).
Elle distille également des eaux-de-vie des liqueurs et produit de la bière.

## Historique
L’histoire du whisky breton débute en 1983 mais la naissance de la distillerie remonte à 1900, quand la famille Warenghem, d'origine nordiste, décide de poser ses valises sur la côte de granit rose. Léon Warenghem crée la distillerie et fabrique l'Élixir d'Armorique, savant mélange de 35 plantes, primé en 1901 et 1902 aux expositions internationales de Brest et Bordeaux. L'Élixir, toujours commercialisé, a fêté ses 110 ans en 2010.
Le fils, Henri Warenghem, prend la suite en 1919 et développe la distillerie en créant des liqueurs de menthe, de cassis et du kirsch. Paul-Henri, qui sera le dernier Warenghem, s’associe en 1967 avec Yves Leizour, un Breton pur souche. Ensemble, ils transfèrent la distillerie du centre de Lannion à l’entrée de la ville, sur la source Rest Avel qui signifie « demeure du vent » en breton. Le caractère régional des produits se confirme (fraise de Plougastel) et le marché s’oriente vers la grande distribution.
Gilles Leizour entre dans l'entreprise en 1983. Parallèlement au développement du whisky, l’ancien pharmacien crée le chouchen Melmor, la Fine Bretagne, le Ker Pommeau de Bretagne AOC, de la bière bretonne. Il contribue ainsi à la diversification de l’entreprise.
En 2018, 17 salariés travaillent au sein de la distillerie.
La distillerie Warenghem, fortement implantée commercialement en France et particulièrement en Bretagne, exporte dans le monde entier, dans près de 25 pays (Suède, Chine, Allemagne, Etats-Unis, Canada, Japon entre autres).
La distillerie a accueilli près de 10 000 visiteurs en 2017.
En 2018, la distillerie investit plus d'un million d'euros pour s'étendre et augmenter ses capacités de stockage avec la construction de deux nouveaux chais de vieillissement et d'un espace de dégustation.
Avec 400 000 bouteilles produites en 2021, la PME est le premier vendeur de whiskies en France et figure dans le top 3 des producteurs nationaux.
Début 2023, l'entreprise installe une tonnellerie dans les bâtiments de l'ancien abattoir municipal dans un autre quartier de la ville de Lannion. 

## Produits

### Whiskies
Pionnière en matière de distillation de Whisky en France, la Distillerie Warenghem commercialise aujourd'hui deux gammes de whiskies adaptés aux consommateurs :

#### Gamme cavistes et export
- Armorik Double maturation , 46°,(42° jusqu'en 2011), Whisky Breton (single malt), Double maturation vieilli au moins cinq ans en fûts de chênes de Bretagne, puis un deuxième fois en fûts de Sherry Oloroso et réduit à 46° pour valoriser ses arômes.
- Armorik Classic, 46° (42° jusqu'en 2011), Whisky Breton (single malt), vieilli en fûts de bourbon de différents âges.
- Armorik Sherry Cask, 46° , Whisky Breton (single malt), vieilli intégralement en fût de Sherry Oloroso.
- Breizh Whisky 42°, Whisky Breton Blended, 50% de grain et de 50% de malt puis vieilli en fûts de chêne.
- Yeun Elez Jobic, 46°, Whisky Breton (single malt), Tourbé (50 ppm), non filtré à froid.

#### Gamme grande distribution
- Armorik Edition Original, 46°, Whisky Breton (single malt), 100 % orge malté, vieilli au moins 5 ans dans les traditionnels fûts de chêne du Parc d’Armorique, puis affiné en fûts de Xérès.
- Armorik Edition Original, 40°, Whisky Breton (single malt), 100 % orge malté, vieillissement en fûts de bourbon.
- Armorik Sherry Finish, 40°, Whisky Breton (single malt), 100 % orge malté, vieillissement en fûts de bourbon plus 6 mois dans des fûts de xérès ou sherry.
- Galleg, 42°, Whisky Breton Blended, 50% de Whisky de malt et 50% de Whisky de grain.
- Galleg Duenn, 42°, Whisky Breton Blended tourbé, 50% de Whisky de malt et 50% de Whisky de grain.
- Whisky Breton W.B., 40°, un blend standard comprenant 25% de Whisky de Malt et de 75% de Whisky de grain.

Whiskies de la Distillerie Warenghem
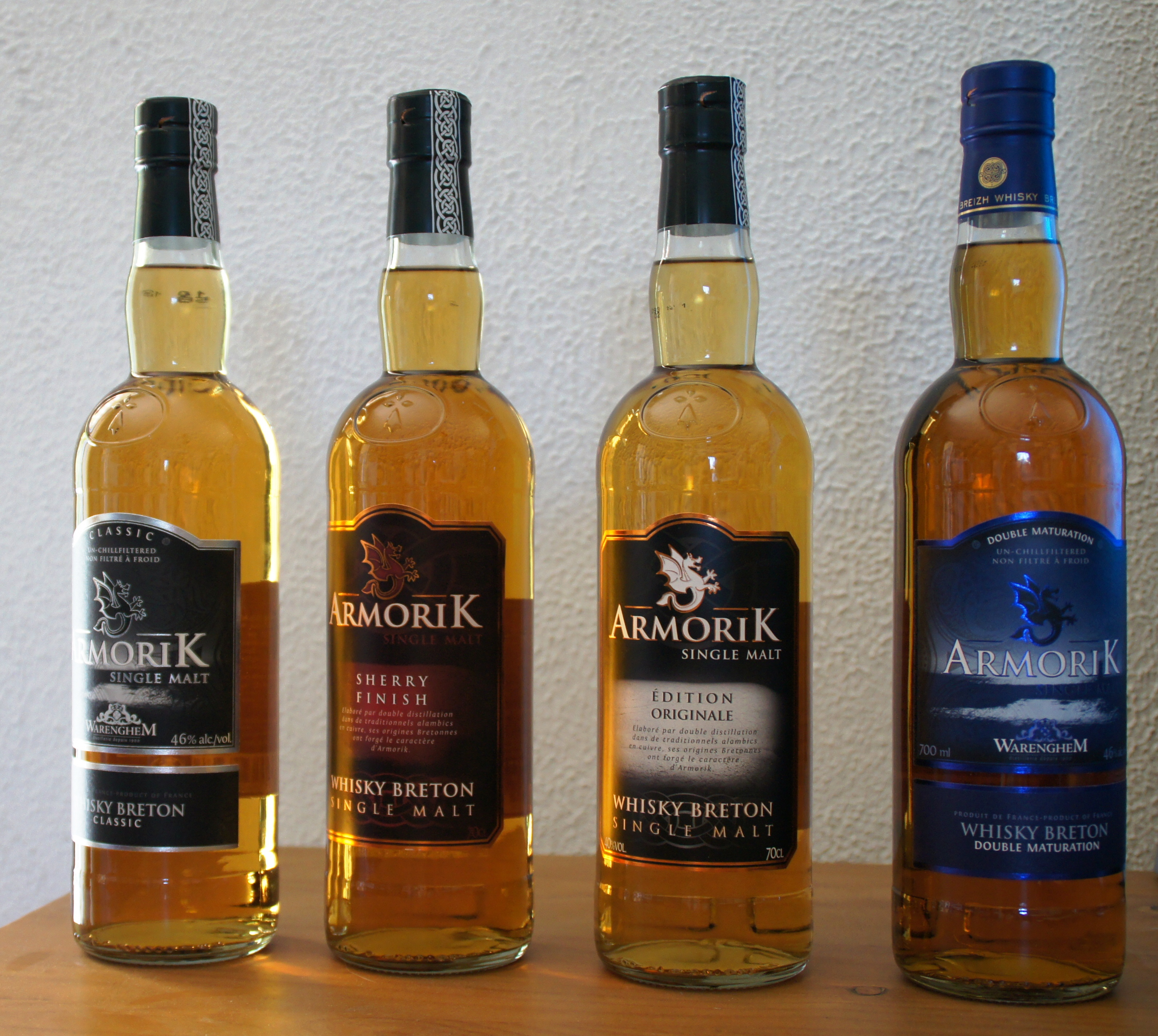
Gamme des 4 single malt
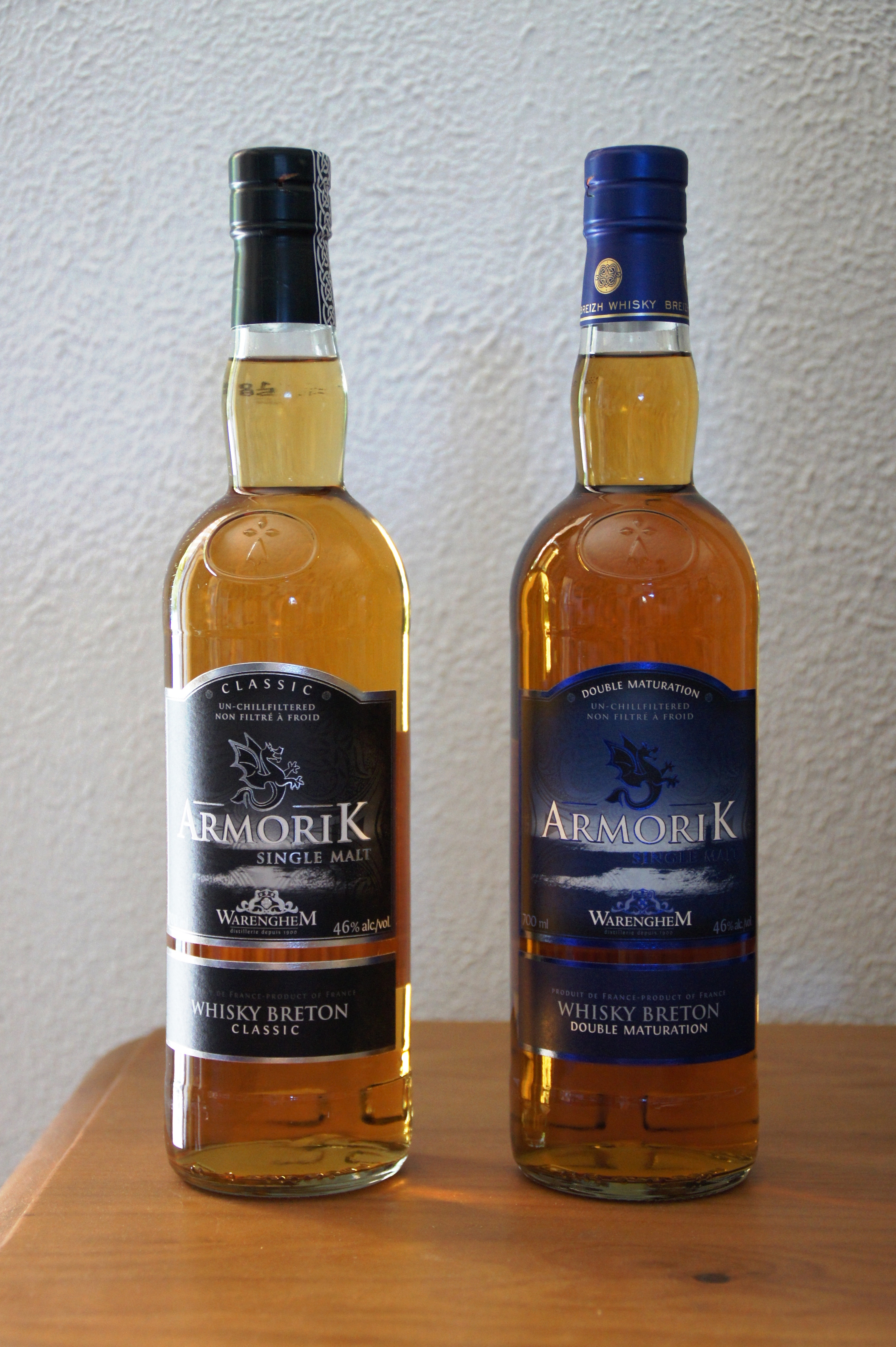
Armorik classic et double maturation
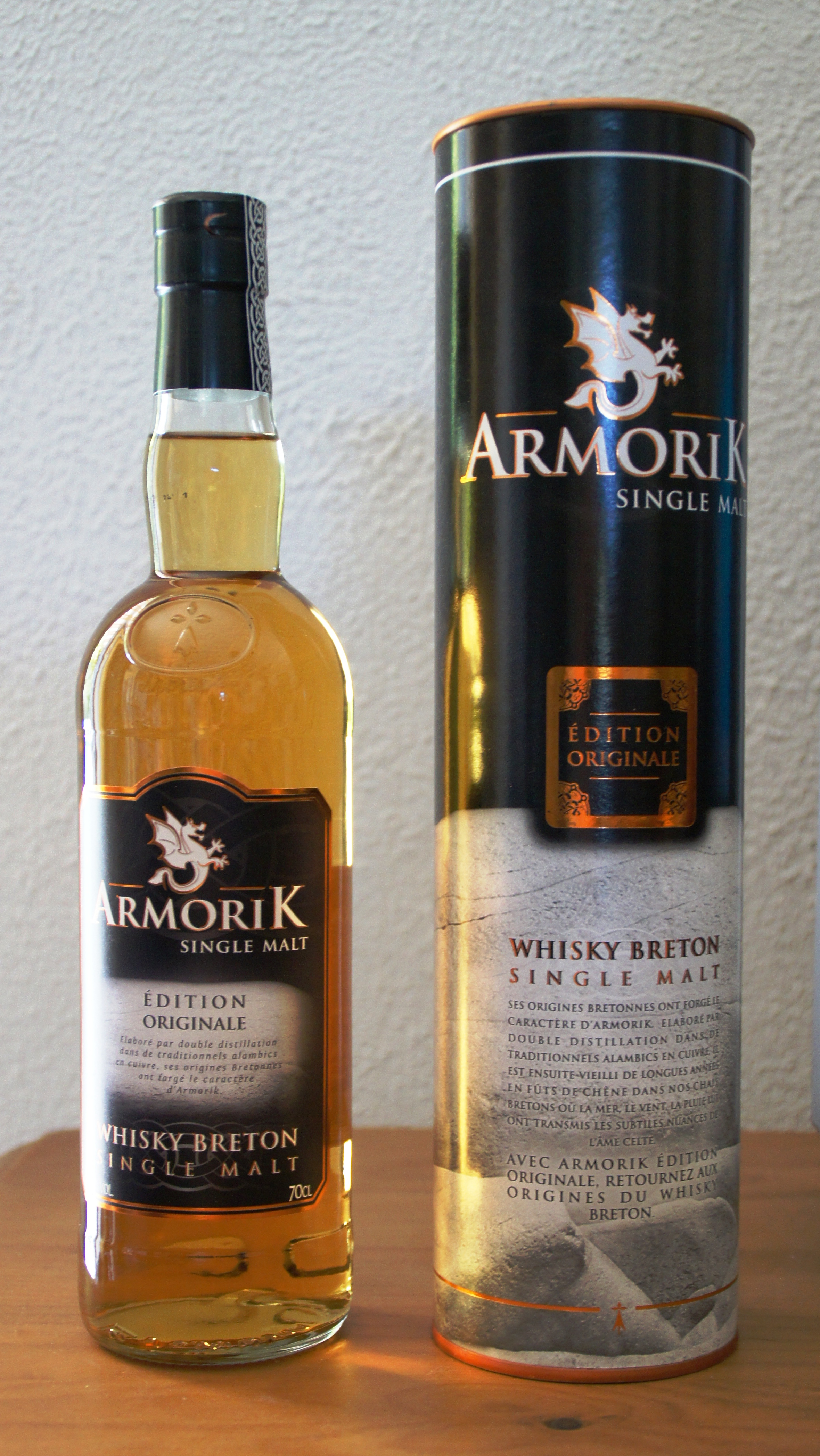
Armorik original et son emballage
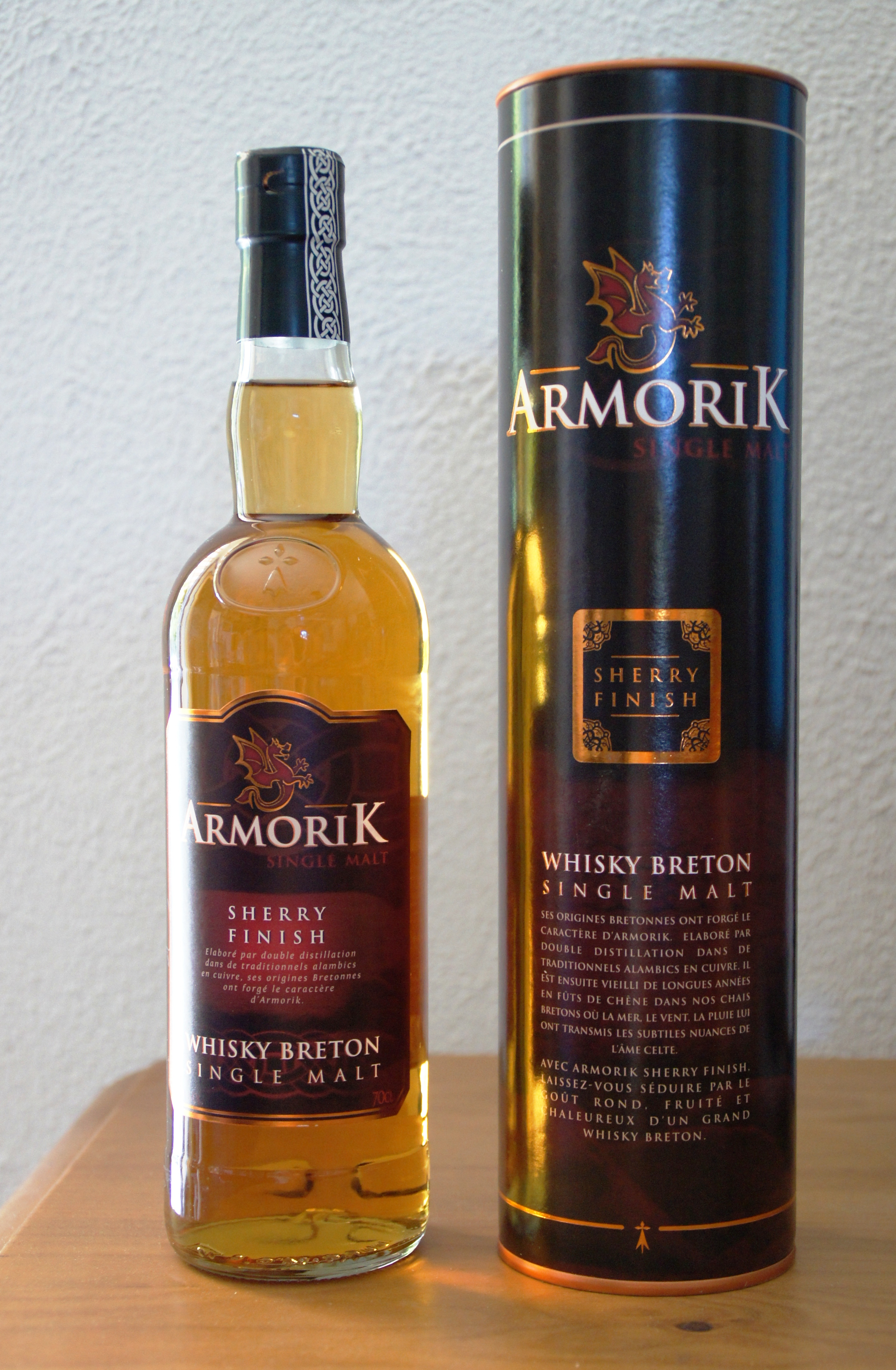
Armorik sherry finish et son emballage
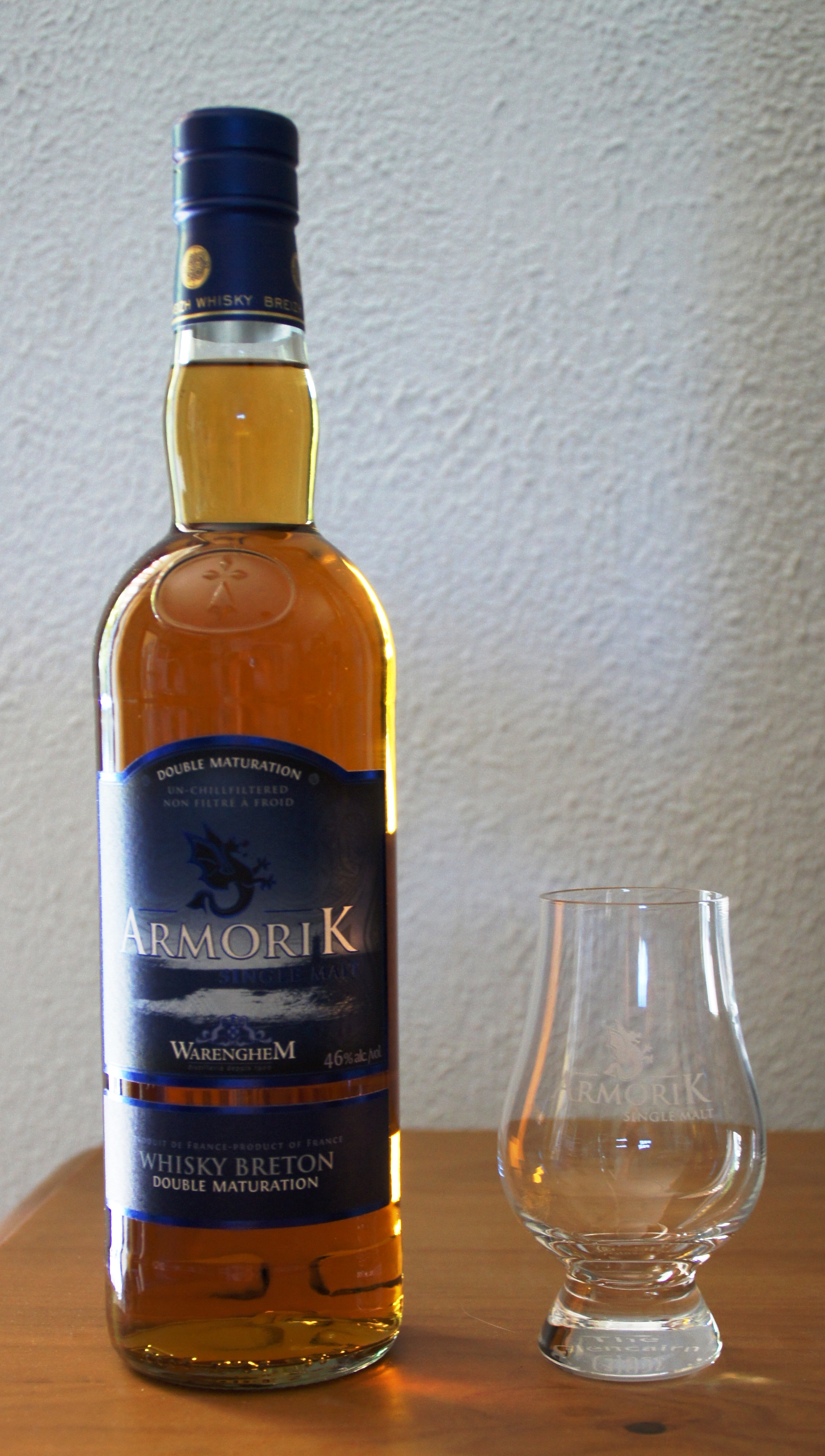
Armorik double maturation et son verre de dégustation
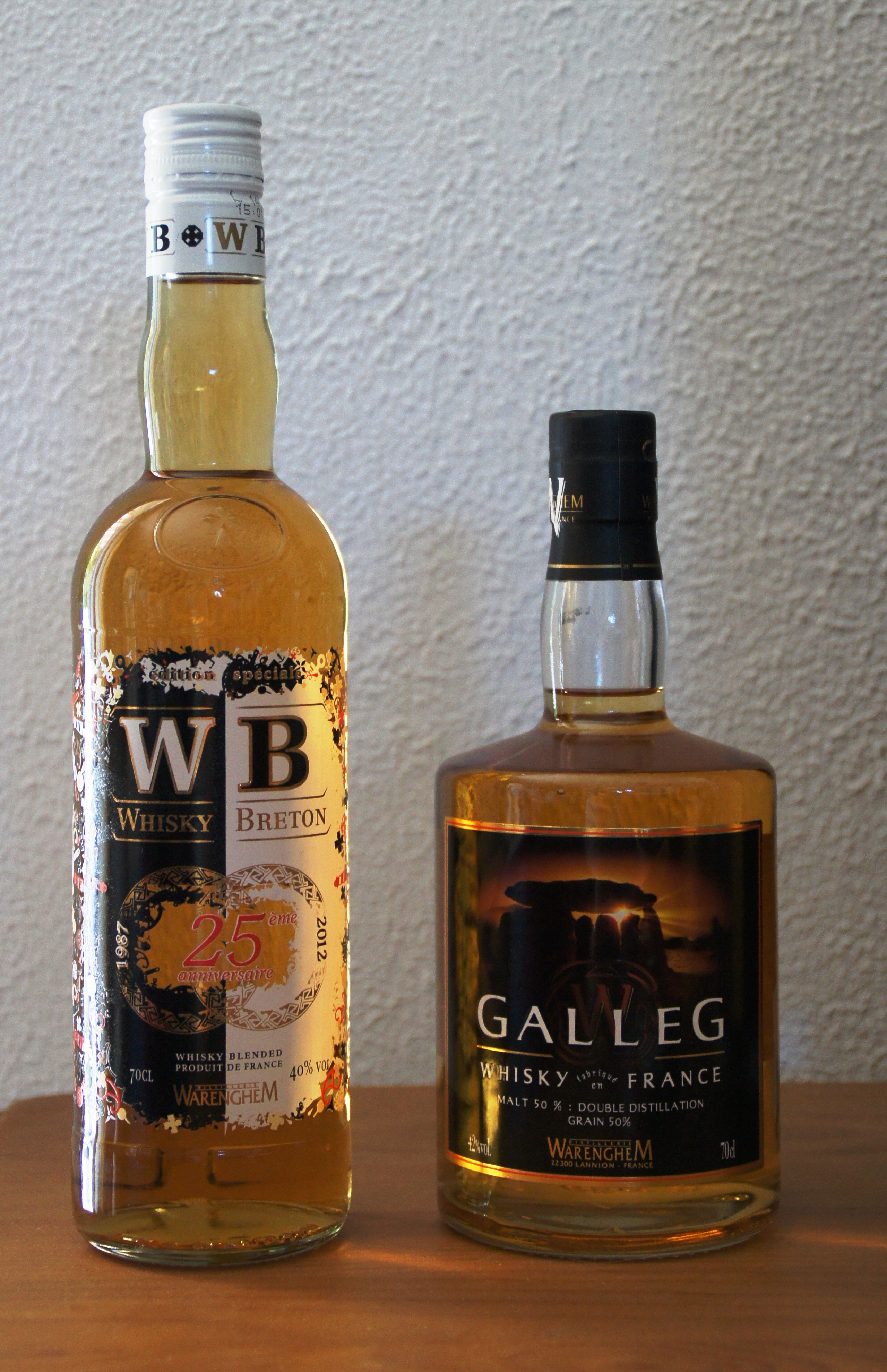
Les 2 whiskies blended
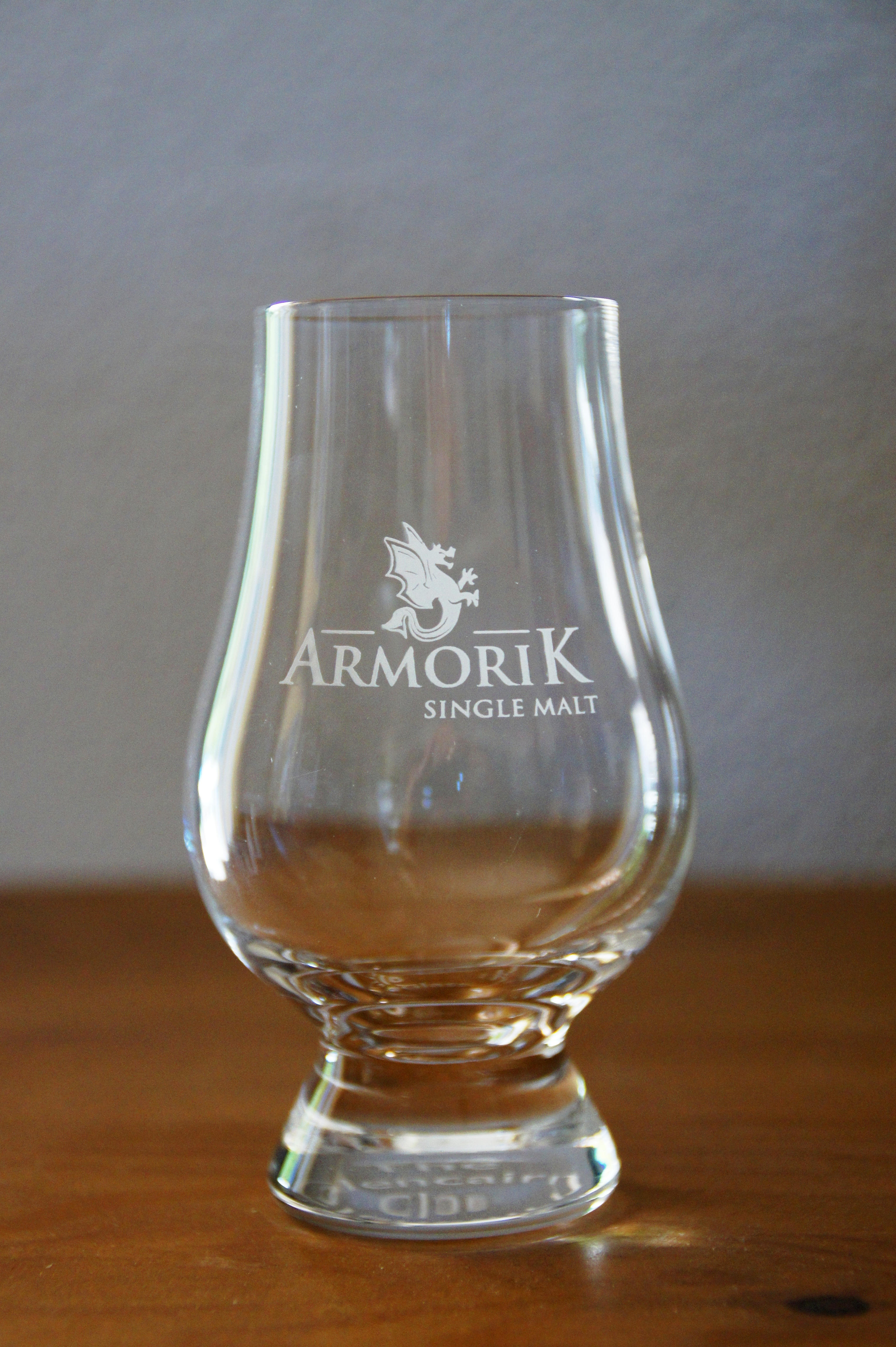
Armorik verre de dégustation

#### Editions limitées
- Armorik 6 ans 2011 Chène Neuf, 55°, Whisky Breton (single malt), 100 % orge malté, vieilli en fût de chêne neuf.
- Armorik 10 ans, 46°, Whisky Breton (single malt), 100 % orge malté, élevé pendant 10 ans en fût de Bourbon puis fûts de Sherry Oloroso.
- Armorik Triagoz, 46°, Whisky Breton (single malt), 100 % orge malté fumé, élevé en fût de Bourbon.
- Armorik Dervenn, 46°, Whisky Breton (single malt), 100 % orge malté, élevé quatre ans en fût de chêne breton.
- Armorik Single Cask Madère, 46°, Whisky Breton (single malt), 100 % orge malté, vieilli trois ans en fûts de bourbon, puis trois années supplémentaires en fût de Madère.
- Armorik Pineau des Charentes Finish Single Cask, 59,3°, Whisky Breton (single malt), 100 % orge malté, vieilli trois ans en fûts et affinée 3 ans dans un fût ayant contenu un pineau des Charentes du Domaine Landier.
- Roof Rye, 43°, Whisky Breton (Rye), 100 % seigle, distillé et élevé en Bretagne, il a vieilli 9 ans en fût de sherry en Bretagne, il a ensuite vieilli deux années supplémentaires, en Provence, dans des fûts neufs, pour le marquer à "l'américaine". Il est réalisé en partenariat avec la Maison Ferroni.

### Hydromel - Chouchen
L'alcool traditionnel de Bretagne :
- Chouchen Melmor ;
- Chouchen Melmor vieilli en fûts de chêne ;
- L’Héritage des Druides chouchen biologique.

### Produits de la pomme
La Bretagne est une terre riche en matière de variétés de pomme. La Distillerie Warenghem en tire tout le potentiel aromatique pour proposer :
Fine Bretagne, Eau de vie de cidre de Bretagne AOC :
- Fine Bretagne : Gilles Leizour - Single cask hors d'âge ;
- Fine Bretagne : Gilles Leizour - Cuvée étoile ;
- Fine Bretagne : Gilles Leizour - Lambig de Bretagne ;
- Fine Bretagne : Gilles Leizour - Vieillie en fûts de chênes bretons ;
- Fine Bretagne : Gilles Leizour - Lambig.

Pommeau de Bretagne AOC :
- Ker Pommeau ;
- Pommeau vieille réserve.

### Bières
- DIWALL Ambrée, bière ambrée au malt à whisky breton ;
- DIWALL Blonde, bière blonde au malt à whisky breton ;
- DIWALL whisky, bière au whisky breton ;
- Melmor, bière au chouchen.

### Liqueurs et spiritueux
Métier d'origine de la distillerie, la tradition se perpétue avec toute une gamme de liqueurs, modernes et traditionnelles, de fruit et de plantes (Triple-sec, Fraise de Plougastel, Crème de Cassis de Lannion, menthe blanche, Élixir d'Armorique).

## Récompenses
Les Single Malts Armorik Maître de Chai et Armorik 6 ans 2011 se sont vus respectivement accordé le titre de Best French Single Malt et Best French Single Cask au World Whiskies Awards 2018.